# لاله‌زار، هتل کاتوزیان

لاله زار
هتل کاتوزیان نام نمایشی است کمدی به نویسندگی و کارگردانی حمید ابراهیمی که در تماشاخانه مهرگان به روی صحنه رفت

## بازیگران
| شماره | نام بازیگر       | نقش              |
| ----- | ---------------- | ---------------- |
| ۱     | داوود داداشی     | (حسن سیاه)       |
| ۲     | فرج‌الله گل‌سفیدی  | (سید حسین)       |
| ۳     | جلیل فرجاد       | (مانوک کاتوزیان) |
| ۴     | اردلان شجاع‌کاوه  | (سرپاس مقتدی)    |
| ۵     | شهره قمر         | (فیروزه پرتو)    |
| ۶     | مهدی مقدم        | (هدایت مطلق)     |
| ۷     | حسین مسافر       | (احمد کسمایی)    |
| ۸     | حسین احمدخانی    | (پاسبان عزیزی)   |
| ۹     | مهدی کازرانی     | (پاسبان مکتبی)   |
| ۱۰    | رضا روستا        | (دکتر احمدی)     |
| ۱۱    | مجید ترکستانی    | (راننده)         |
| ۱۲    | امیرمحمد تمری    | (کریم سلمونی)    |
| ۱۳    | سعید سویزی       | (دستیار دکتر)    |
| ۱۴    | علیرضا حسینی     | (دستیار دکتر)    |
| ۱۵    | رامین عبداللهی   | (فری کمانچه کش)  |
| ۱۶    | رامین شاهین‌کار   | (رسول تارزن)     |
| ۱۷    | ارسلان خواجه‌میری | (شتاب تمبکی)     |

## خلاصه
در خیابان لاله زار
چند تماشاخانه تئاتر در حال افتتاح شدن است… عده ای از اقصی نقاط ایران و حتی خارج از کشور برای جشن افتتاحیه در یکی از هتل‌های خیابان لاله زار اتاق رزرو می‌کنند… در هتل کاتوزیان اتفاقات عجیبی می‌افتد…

## دیگر عوامل
| شماره | سمت                            | نام                                              |
| ----- | ------------------------------ | ------------------------------------------------ |
| ۱     | مجری طرح                       | مهدی علی‌نژاد                                     |
| ۲     | مدیر تولید                     | سبحان لاله                                       |
| ۳     | برنامه‌ریز و دستیار کارگردان    | رضا روستا                                        |
| ۴     | منشی صحنه                      | معصومه زندی                                      |
| ۵     | دستیاران کارگردان              | اهورا ابراهیمیملیسا غروی                         |
| ۶     | مدیر روابط عمومی و مشاور رسانه | سیدمحمد صادق‌سیادت                                |
| ۷     | مدیر تبلیغات                   | امیر لقمان (سینما نیوز)                          |
| ۸     | مدیر صحنه                      | لاله سیر                                         |
| ۹     | مدیر اجرا                      | مهدی کازرانی                                     |
| ۱۰    | مسئول نور و صدا                | غزال گل‌محمدی                                     |
| ۱۱    | دستیار تولید                   | محمد فراهانی                                     |
| ۱۲    | طراح صحنه                      | حمید ابراهیمی                                    |
| ۱۳    | طراح لباس                      | مریم نیک‌روش                                      |
| ۱۴    | طراح گریم                      | تهمینه خرمی                                      |
| ۱۵    | دستیاران گریم                  | صبا لطیف حدادرضاکاوش ملیامیر مهین‌پی              |
| ۱۶    | طراح پوستر و بروشور            | ابراهیم حسینی                                    |
| ۱۷    | کارگردان کلیپ و تیزر           | حمید ابراهیمی                                    |
| ۱۸    | فیلمبردار و تدوین کلیپ و تیزر  | مجتبی حسن‌زاده (تصویر تئاتر)                      |
| ۱۹    | عکس                            | امیرخدامیسعید خطیریایمان ساتکی                   |
| ۲۰    | آهنگساز و تنظیم کننده آواز     | سینا گلزار                                       |
| ۲۱    | سرپرست و کمانچه                | رامین عبدللهی                                    |
| ۲۲    | تار                            | رامین شاهین کار                                  |
| ۲۳    | تنبک                           | ارسلان خواجه‌میری                                 |
| ۲۴    | دستیاران صحنه                  | مجید ترکستانیامیرمحمد تمریعلیرضا حسینیسعید سویزی |
| ۲۵    | مدیر تدارکات                   | علیرضا حسینی                                     |